# Гермон Єрусалимський
Гермон — Єрусалимський єпископ († 314). Заснував Кримську (Скіфську) єпархію в 301р.
Гермон очолював Єрусалимську церкву з 300 по 314 рр. Був наступником патріарха Замуди. У І-УІ ст. Єрусалимський патріарх мав юрисдикцію не лише над Палестиною та Малою Азією, але й над Скіфією та Кримом. У 301 р., за часів імператора Діоклетіана, Патріарх Єрусалимський Гермон засновує єпархію на території Криму, й посилає у країну Тавроскифів, в місто Херсонес, єпископів Єфрема та Василя. Єфрем загинув мученицькою смертю, проповідуючи в Скіфії 304 року, а Василь — 309. Через рік, дізнавшись про мученицьку смерть святителя Василя, Патріарх направляє в Крим три його сподвижника — єпископів Євгена, Елпідія і Агафодора.
В 296 році Палестину відвідав римський імператор Діоклетіан (284—305), що супроводжується майбутнім першим християнським імператором Костянтином. Проте, саме на роки правління Гермона на всю християнську Церкву обрушилося Діоклітіаново гоніння.
У перший рік (303) цього гоніння в Палестині постраждало дуже багато християн, особливо єпископів та кліриків. У 304 році гоніння посилились.
Після зречення Діоклетіана в 305 році імператором стає його зять Галерій (305—311), який віддає Палестину, Сирію і Єгипет в правління своєму племінникові Максиміна (305—313), що ввійшов в історію під ім'ям Максиміна Дази.
На початку свого правління Даза зовні поблажливо ставився до християн. Багато хто з них були звільнені з в'язниць, повернуто із копалень. Християнам навіть було дозволено збиратися. Проте дуже швидко гоніння почались з новою силою.
Гоніння на Христову Церкву тривало ще кілька років, поки імператором не став Костянтин Великий.
Помер приблизно 314р.